# 黄立功 (1916年)
黄立功（1917年—1995年），男，福建上杭人，中华人民共和国政治人物，曾任湖南省军区副司令员，中共湖南省委常委，湖南省政协副主席，第四、五届全国人大代表。
黄立功（1917-1995），福建省上杭县通贤镇通贤村人。1929年参加革命，1931年3月参加中国工农红军，1932年加入中国共产党。土地革命战争时期，任文书、侦察班长、侦察排长、师宣传队队长、连政治指导员、连长、营特派员，红五军团司令部作战科测绘参谋、作战参谋，红军西路军第三十军测绘员，参加了中央苏区的反“围剿”、长征和西路军的艰苦作战。到达陕北后，任中央军委第一局作战科参谋。
抗日战争时期，任新四军江北指挥部作战科长、第二师四旅第十三团副参谋长、参谋长、旅部作战科科长等职。1944年进入延安中央学校学习。
解放战争时期，任晋察冀军区纵队作战科科长、热河纵队作战科科长、热南军分区副参谋长、冀中军区第十二军分区参谋长、南下工作队中队长、大队长等职。
中华人民共和国成立后，任湖南益阳军分区副司令员兼参谋长、司令员，湖南省军区参谋长、副司令员、顾问等职。是中共湖南省委第三届常委，第四、五届全国人大代表，第四届湖南省政协副主席。1955年授予大校军衔，荣获三级八一勋章，二级独立自由勋章，二级解放勋章、二级红星功勋荣誉章。1983年5月离职休养，1993年10月9日在长沙病逝，享年78岁。